# OK Lliga femenina 2018-2019
L'OK Lliga Femenina 2018-19 fou l'onzena edició de la Lliga espanyola d'hoquei sobre patins. Es disputà des del 20 d'octubre de 2018 fins al 25 de maig de 2019 i fou organitzada per la Federació Espanyola de Patinatge. Hi participaren catorze equips, amb una majoritària presència dels clubs catalans. Es disputà en format de lligueta a doble volta, amb un total de vint-i-sis jornades.
Es proclamà campió el Generali Hoquei Club Palau de Plegamans, que guanyà el seu segon títol de la competició. La jugadora del Generali HC Palau, Laura Puigdueta, fou escollida MVP de l'OK Lliga, mentre que la jugadora del CP Manlleu, Maria Diez, fou la màxima golejadora de la competició amb 41 gols i guanyà la seva primera Bola d'or.

## Sistema de competició
La competició es disputà en format de sistema de tots contra tots a doble volta, celebrant-se un partit en camp propi i l'altre en camp contrari, amb un total de vint-i-sis jornades. La classificació final s'establí d'acord amb els punts totals obtinguts per cada equip en finalitzar el campionat. Els equips aconseguiren tres punts per cada partit guanyat, un punt per cada empat i cap punt pels partits perduts. Si en finalitzar el campionat dos equips igualen a punts, els mecanismes per desempatar la classificació són els següents:
1. Qui tingui una major diferència entre gols a favor i en contra segons el resultat dels partits jugats entre ells.
2. Qui tingui la diferència més gran de gols a favor tenint en compte tots els obtinguts i rebuts en el transcurs de la competició.

En finalitzar la temporada, els quatre primers classificats disputaren la Lliga Europea de la temporada següent, mentre que els tres últims descendiren de categoria.

## Clubs participants
- Club Patín Alcorcón
- Club Hoquei Patí Bigues i Riells
- Cerdanyola Club Hoquei
- Club Patín Cuencas Mineras
- Citylift Girona Club Hoquei
- Deportivo Liceo
- Club Patí Manlleu
- Generali Hoquei Club Palau de Plegamans
- Reus Deportiu
- Club Patín Las Rozas
- Telecable Hockey Club
- Club Patí Vilanova
- Club Patí Vila-sana
- Club Patí Voltregà Stern Motor

## Taula de resultats
| Casa \ Fora             | ALC | BIG  | CER  | CUE  | GIR | LIC  | MAN  | PAL  | REU | ROZ | TEL  | VIL  | VLS | VOL |
| ----------------------- | --- | ---- | ---- | ---- | --- | ---- | ---- | ---- | --- | --- | ---- | ---- | --- | --- |
| CP Alcorcón             | —   | 6–4  | 3–6  | 9–2  | 3–1 | 2–0  | 1–5  | 1–7  | 4–3 | 2–4 | 2–3  | 1–3  | 2–4 | 3–5 |
| CHP Bigues i Riells     | 3–0 | —    | 4–5  | 17–2 | 6–2 | 6–0  | 1–6  | 0–7  | 5–0 | 2–0 | 2–7  | 2–1  | 2–4 | 3–3 |
| Cerdanyola CH           | 4–4 | 3–3  | —    | 12–0 | 3–1 | 6–2  | 3–8  | 2–1  | 6–2 | 3–3 | 5–5  | 5–4  | 2–3 | 3–7 |
| CP Cuencas Mineras      | 4–8 | 3–12 |      | —    | 1–6 | 4–4  | 0–12 | 0–14 | 2–3 | 0–4 | 2–6  | 3–11 | 1–7 | 2–3 |
| Citylift Girona CH      | 2–1 | 6–2  | 2–2  | 7–3  | —   | 9–3  | 1–7  | 3–7  | 2–2 | 1–5 | 2–11 | 5–1  | 2–5 | 0–2 |
| Deportivo Liceo         | 1–1 | 2–9  | 0–6  | 0–4  | 4–6 | —    | 2–16 | 1–3  | 1–7 | 0–1 | 1–8  | 1–6  | 1–8 | 2–8 |
| CP Manlleu              | 7–0 | 6–2  | 12–0 | 22–2 | 7–1 | 13–0 | —    | 1–2  | 7–0 | 3–0 | 4–2  | 7–4  | 2–1 | 1–1 |
| Generali HC Palau       | 7–0 | 3–2  | 4–0  | 10–1 | 9–2 | 6–0  | 7–5  | —    | 6–1 | 4–0 | 4–1  | 3–2  | 8–1 | 6–0 |
| Reus Deportiu           | 1–3 | 7–1  | 1–5  | 6–1  | 0–4 | 3–0  | 2–10 | 2–2  | —   | 1–2 | 2–4  | 10–5 | 1–4 | 1–6 |
| CP Las Rozas            | 7–2 | 3–1  | 3–3  | 8–0  | 5–1 | 7–0  | 0–4  | 1–3  | 8–1 | —   | 3–2  | 2–6  | 4–3 | 3–2 |
| Telecable HC            | 8–1 | 6–3  | 2–3  | 15–1 | 5–1 | 8–0  | 3–2  | 3–1  | 5–1 | 2–2 | —    | 8–3  | 5–1 | 4–4 |
| CP Vilanova             | 7–1 | 2–5  | 3–6  | 12–3 | 5–3 | 6–2  | 3–4  | 1–6  | 5–2 | 4–1 | 2–4  | —    | 0–1 | 4–3 |
| CP Vila-sana            | 3–0 | 3–1  | 3–3  | 4–0  | 2–2 | 3–0  | 2–4  | 1–2  | 3–0 | 2–1 | 2–6  | 3–2  | —   | 1–2 |
| CP Voltregà Stern Motor | 3–1 | 2–2  | 4–1  | 9–1  | 3–3 | 8–0  | 2–3  | 1–3  | 5–1 | 1–4 | 2–6  | 10–2 | 3–0 | —   |

## Classificació final
El Generali HC Palau de Plegamans i el CP Manlleu arribaren empatats a la darrera jornada, amb clar avantatge per l'equip vallesà que va guanyar al partit d'anada per 1 a 2. El matx es disputà el 26 de maig de 2019 al Pavelló Maria Victor de Palau-solità i Plegamans. S'imposà el club palauenc per 7 a 5, que aconseguí el seu segon títol d'OK Lliga. Marcaren, per part vallesana, Laura Puigdueta (2), Maria Ferrón (2), Carla Fontdeglòria, Berta Busquets i García, i, per part osonenca, Laura Barcons, Bernadas i Anna Casarramona (2).
Es classificaren per a la següent edició de la Lliga europea d'hoquei sobre patins el Generali HC Palau de Plegamans, CP Manlleu, Telecable HC i CP Voltregà Stern Motor, com a vigent campió. Descendiren a Primera Divisió el Deportivo Liceo i CP Cuencas Mineras, i el Reus Deportiu a Lliga Nacional Catalana.
La jugadora del Generali HC Palau, Laura Puigdueta, fou escollida MVP de l'OK Lliga,
| Classificació final | Classificació final     | Classificació final | Classificació final | Classificació final | Classificació final | Classificació final | Classificació final | Classificació final | Classificació final | Classificació final               |
| Pos.                | Club                    | Punts               | PJ                  | PG                  | PE                  | PP                  | GF                  | GC                  | Gav                 |                                   |
| ------------------- | ----------------------- | ------------------- | ------------------- | ------------------- | ------------------- | ------------------- | ------------------- | ------------------- | ------------------- | --------------------------------- |
| 1                   | Generali HC Palau       | 70                  | 26                  | 23                  | 1                   | 2                   | 135                 | 32                  | +103                | Classificats per la Lliga europea |
| 2                   | CP Manlleu              | 67                  | 26                  | 22                  | 1                   | 3                   | 178                 | 42                  | +136                | Classificats per la Lliga europea |
| 3                   | Telecable HC            | 60                  | 26                  | 19                  | 3                   | 4                   | 139                 | 56                  | +83                 | Classificats per la Lliga europea |
| 4                   | CP Las Rozas            | 48                  | 26                  | 15                  | 3                   | 8                   | 81                  | 53                  | +28                 |                                   |
| 5                   | CP Voltregà Stern Motor | 47                  | 26                  | 14                  | 5                   | 7                   | 99                  | 60                  | +39                 | Classificat per la Lliga europea  |
| 6                   | CP Vila-sana            | 47                  | 26                  | 15                  | 2                   | 9                   | 74                  | 56                  | +18                 |                                   |
| 7                   | Cerdanyola CH           | 46                  | 26                  | 13                  | 7                   | 6                   | 109                 | 89                  | +20                 |                                   |
| 8                   | CHP Bigues i Riells     | 33                  | 26                  | 10                  | 3                   | 13                  | 100                 | 89                  | +11                 |                                   |
| 9                   | CP Vilanova             | 33                  | 26                  | 11                  | 0                   | 15                  | 104                 | 101                 | +3                  |                                   |
| 10                  | Citylift Girona CH      | 28                  | 26                  | 8                   | 4                   | 14                  | 75                  | 104                 | -29                 |                                   |
| 11                  | CP Alcorcón             | 20                  | 25                  | 6                   | 2                   | 17                  | 57                  | 101                 | -44                 |                                   |
| 12                  | Reus Deportiu           | 20                  | 25                  | 6                   | 2                   | 17                  | 57                  | 102                 | -45                 | Descendeix a Lliga Nacional       |
| 13                  | CP Cuencas Mineras      | 4                   | 26                  | 1                   | 1                   | 24                  | 47                  | 233                 | -186                | Descendeix a Primera Divisió      |
| 14                  | Deportivo Liceo         | 2                   | 26                  | 0                   | 2                   | 24                  | 27                  | 164                 | -137                | Descendeix a Primera Divisió      |

1. ↑  El CP Voltregà es classificà per a la següent edició de la Lliga Europea com a vigent campió de la competició.

| Campió de l'OK Lliga 2018-19  |
| ----------------------------- |
| Generali HC Palau Segon títol |
| MVP                           |
| Laura Puigdueta               |

## Estadístiques
| Nota. Jugadores amb trenta o més gols |

| Màxima golejadora | Màxima golejadora | Màxima golejadora   | Màxima golejadora | Màxima golejadora | Màxima golejadora | Màxima golejadora | Màxima golejadora | Màxima golejadora |
| Pos.              | Jugadora          | Club                | Gols              | PJ                | GPP               | Asst              | Pen               | FD                |
| ----------------- | ----------------- | ------------------- | ----------------- | ----------------- | ----------------- | ----------------- | ----------------- | ----------------- |
| 1                 | Maria Díez        | CP Manlleu          | 41                | 26                | 1,58              | 12                | 0/1               | 0/2               |
| 2                 | Marta Borràs      | CHP Bigues i Riells | 36                | 26                | 1,38              | 6                 | 9/12              | 6/15              |
| 3                 | Aina Florenza     | Generali HC Palau   | 36                | 26                | 1,38              | 6                 | 0/1               | 1/6               |
| 4                 | Anna Casarramona  | CP Manlleu          | 34                | 25                | 1,36              | 11                | 0                 | 0/1               |
| 5                 | Julieta Fernández | Telecable HC        | 33                | 23                | 1,43              | 6                 | 0/2               | 2/3               |
| 6                 | Laura Puigdueta   | Generali HC Palau   | 32                | 26                | 1,23              | 14                | 0/1               | 1/3               |
| 7                 | Victòria Porta    | CP Vila-sana        | 31                | 25                | 1,24              | 2                 | 0/4               | 5/13              |
| 8                 | Paola Pascual     | CP Vila-sana        | 31                | 26                | 1,19              | 2                 | 0/3               | 2/8               |
| 9                 | Gemma Solé        | Cerdanyola CH       | 31                | 26                | 1,19              | 11                | 5/11              | 5/11              |
| 10                | Giulia Galeassi   | CP Las Rozas        | 30                | 24                | 1,25              | 7                 | 0                 | 3/6               |